# 관강
관강(灌彊, ? ~ ?)은 전한 중기의 제후로, 개국공신 관영의 손자이다.

## 생애
문제 중3년(기원전 147년), 아버지 관하의 뒤를 이어 영음후(潁陰侯)에 봉해졌다.
영음후 강 13년(기원전 135년), 죄를 지어 작위가 박탈되었다. 2년 후, 관현이 임여후(臨汝侯)에 봉해짐으로써 가문을 이었다.

## 출전
- 사마천, 《사기》 권18 고조공신후자연표·권95 번역등관열전
- 반고, 《한서》 권16 고혜고후문공신표·권41 번역등관부근주전

| 전임 아버지 영음평후 관하 | 전한의 영음후 기원전 147년 ~ 기원전 135년 | 후임 (봉국 폐지) |